# Kobyłki (obwód kurski)
Kobyłki (ros. Кобылки) – wieś (ros. село, trb. sieło) w zachodniej Rosji, centrum administracyjne sielsowietu kobylskiego w rejonie głuszkowskim obwodu kurskiego.

## Geografia
Miejscowość położona jest nad rzeką Kobyłka, 3,5 km od centrum administracyjnego rejonu (Głuszkowo), 114 km od Kurska.
W granicach miejscowości znajdują się ulice: 8 Marta, Bieriegowaja, Ługowaja, Kołchoznaja, Komsomolskaja, Krasnoarmiejskaja, Oktiabrskaja, Pierwomajskaja, Proletarskaja, Sadowaja, Sowietskaja i Sriedniaja.

## Demografia
W 2010 r. miejscowość zamieszkiwało 1179 osób.